# 19K trolibusz (Szeged)
A szegedi 19K jelzésű trolibusz a Széchenyi tér és Makkosház között közlekedik, a járatok december 24. délutáni leállása után. Az útvonala nem azonos a 19-es trolibuszéval. A viszonylatot a Szegedi Közlekedési Társaság üzemelteti.

## Története
2017 óta közlekedik minden év december 24-én, a nappali járatok 16 órai leállása után.

## Útvonala
| Makkosház felé | Széchenyi tér felé |
| --- | --- |
| Széchenyi tér vá. – Híd utca – Roosevelt tér – Stefánia – Dózsa utca – Felső Tisza-part – Etelka sor – Kereszttöltés utca – Csillag tér – Budapesti körút – Makkosházi körút – Ortutay utca – Hont Ferenc utca – Makkosház vá. | Makkosház vá. – Hont Ferenc utca – Ortutay utca – Makkosházi körút – Budapesti körút – Csillag tér – Kereszttöltés utca – Etelka sor – Felső Tisza-part – Dózsa utca – Stefánia – Vár utca – Deák Ferenc utca – Széchenyi tér vá. |

## Megállóhelyei
Az átszállási kapcsolatoknál előfordulhat, hogy nem teljesen valósak.
A Makkosház irányú Agyagos utca megállóhely a karácsonyi vonalhálózati térképen szerepel, de a Szegedi Menetrend 2019. december 26-i frissítésű változatában nem.
| 0  | Széchenyi tér végállomás                | 16 | 1, 2, 2K 5, 7, 7A, 9, 19 32, 60, 60Y, 67, 67Y, 70, 71, 71A, 72, 72A, 72K, 73K, 74K, 77K, 91E, 92E, 93E, 94E |
| 1  | Dózsa utca                              | 15 | 5, 9, 19 60, 60Y, 67Y, 70, 71A, 72, 72A, 77K, 91E, 92E                                                      |
| 2  | Glattfelder Gyula tér                   | 14 | 3, 3F, 4 5, 9, 19 20, 24, 60, 60Y, 67Y, 70, 71A, 72, 72A, 77K, 91E, 92E                                     |
| 3  | Háló utca                               | 13 | 9, 19 |
| 4  | Tabán utca (Felső Tisza-part)           | 12 | 9, 19 73, 73Y                                                                                               |
| 5  | Etelka sor                              | 11 | 9, 19 73, 73Y, 90F, 92E                                                                                     |
| 6  | Erdő utca                               | 10 | 9, 19 90F, 92E                                                                                              |
| 7  | Csaba utca                              | 9  | 9, 19 90F, 92E                                                                                              |
| 8  | Csillag tér (Budapesti körút)           | 8  | 10, 19 12, 40C, 77, 77A, 77K, 84, 90, 90F, 90H, 92E Auchan                                                  |
| 9  | Tarján, víztorony                       | 7  | 77, 77A, 77K, 84, 90, 90F, 90H Auchan                                                                       |
| 10 | Budapesti körút (József Attila sugárút) | 6  | 12, 77, 77A, 77K, 84, 90, 90F, 90H, 92E Auchan                                                              |
| ?  | Agyagos utca                            | 5  | 12, 84, 90, 90F, 90H Auchan                                                                                 |
| 12 | Ortutay utca                            | 3  | 8, 19 12 |
| 13 | Gát utca                                | 2  | 8, 19 12 |
| 14 | Makkosház végállomás                    | 0  | 8, 19 12, 84                                                                                                |